# Lèucada
Lèucada (grec: Λευκάδα, Lefkada) és una de les Illes Jòniques, arxipèlag que pertany a Grècia. Situada entre les illes de Paxí i Antípaxi al nord, i Cefalònia i Ítaca al sud, està connectada per l'extrem nord-oriental a la costa d'Acarnània mitjançant un pont. Té una extensió de 325 km² i uns 21.000 habitants, anomenats leucadites. La capital de l'illa és la vila homònima, Lèucada, situada al nord de l'illa i amb uns 10.000 habitants.

## Nom
Els antics l'anomenaren Lèucada (grec antic: Λευκάς, Leukàs) pels penya-segats blancs del Cap Lèucates. A l'edat mitjana, però, fou coneguda també per altres noms. Així, la fortalesa veneciana de Santa Maura, construïda per la família Orsini cap al 1300 a la capital, donà nom a la població i també a l'illa sencera (grec: Άγια Μαύρα, Aia Mavra). Per altra banda, el nom del Cap Lèucates esdevengué, en venecià, Capo Ducato, i ocasionalment l'illa també fou coneguda amb el nom de Ducato. No obstant això, el nom original pervisqué, i esdevengué oficial amb la incorporació de l'illa a l'estat grec el segle xix. Amb l'adopció del grec demòtic com a variant oficial, el nom de l'illa passà a ser, oficialment, Λευκάδα (Lefkada).

## Geografia
Lèucada mesura 35 km de nord a sud i 15 km d'est a oest, i té una àrea de 336 km₂. El punt més elevat és la muntanya Stavrota, a 1.158 m sobre el nivell del mar, situada al mig de l'illa. La situació de Lèucada està a redós dels vents, amb vistes a Skorpios, l'antiga propietat d'Aristotelis Onassis, i també amb vistes a Meganissi i altres petites illetes, així com amb un punt on es veu la zona continental grega. La carretera principal passa per la costa des de Lefkada fins Vasiliki. Hi ha comunicacions regulars amb ferris entre Cefalònia, Ítaca i Meganissi.
Destaquen els penya-segats de la costa occidental, a la part sud de l'illa, d'un color blanc característic i que és l'origen del nom de l'illa (del grec λευκός 'blanc'). Aquests penya-segats culminen en el Cap Lèucates, el punt més al sud i més a l'oest de l'illa.

### Organització territorial
Fins a l'1 de gener del 2011 conformava una prefectura, juntament amb les illes Meganisi, Kàlamos i Kastós. A partir de l'entrada en vigor del Programa Cal·lícrates, conforma una de les 74 unitats perifèriques de Grècia amb les mateixes illes, de 356 km² i 22.879 habitants el 2005. Al seu torn, tota l'illa conforma un sol municipi, que comprèn els cinc anteriors municipis (Apol·lonia, El·lòmenos, Karià, Lèucada i Sfakiotes), ara unitats municipals, i les illes de Kàlamos i Kastos.
Dins aquest arxipèlag hi ha diversos nuclis de població. Els de l'illa principal són:
- Hàgios Ilias
- Hàgios Nikitas
- Hàgios Petros
- Aléxandros
- Apolpena
- Athani
- Dràgano
- Englouví
- Évgiros
- Fternó
- Kalamitsi
- Karià
- Kariotes
- Katokhori
- Katouna
- Kàvallos
- Kharadiàtika
- Khortata
- Komili
- Kontàrena
- Lazarata
- Lefkada
- Ligià
- Marantokhori
- Meganissi
- Neokhori
- Nidrí
- Nikiana
- Nikolís
- Platístoma
- Poros
- Porto Katsiki
- Sivros
- Vafkerí
- Vasilikí
- Vlikhó

Els de les illes adjacents són:
- Episkopí, a Kàlamos
- Kàlamos, a Kàlamos
- Kastós, a Kastós
- Katomeri, a Meganisi
- Kefalí, a Kàlamos
- Meganisi, a Meganisi
- Spartokhori, a Meganissi

### Demografia
L'illa tenia el 1683 24.000 habitants i tres-cents anys després, el 1961, només eren 26.000. La població encara ha tingut tendència a la baixa i vers el 2000 eren uns 21.000 i 22.8979 al cens del 2005. La ciutat, al mateix cens, tenia 6.903 habitants, la zona més poblada dels 22.652 hab. totals a l'arxipèlag.

## Història

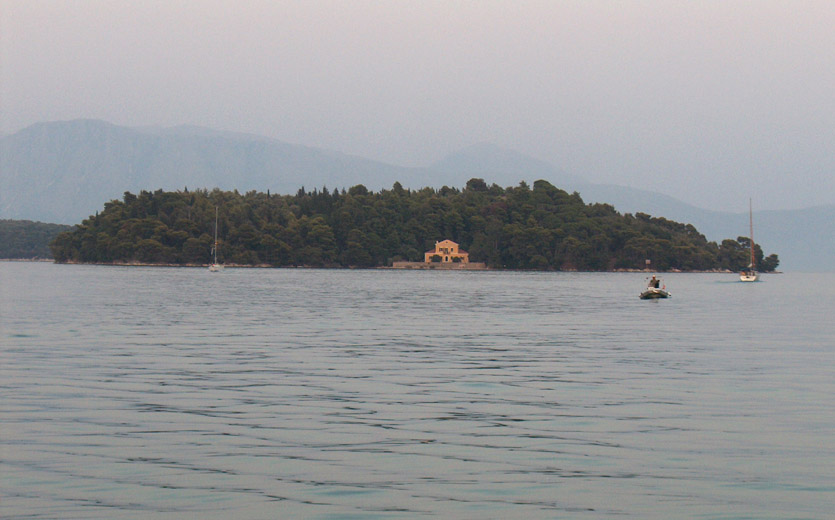
Madouri

Homer esmenta l'illa, i diu que estava unida al continent. Nèricos n'era la principal ciutat i, segons el mite, era poblada pels lèleges i els telèboes, els quals en foren expulsats pels acarnanis, que hi van viure fins vers la meitat del segle vii aC. Llavors, els corintis van fundar la ciutat de Lèucada (o Epilecàudia) a l'istme que la separava del continent, afegint uns mil colons als habitants ja existents a Nèricos. Aquests colons van construir un canal a l'istme i Lèucada va esdevenir una illa. El canal, inicialment navegable, després fou cobert per la sorra i els vaixells no hi van poder passar més (Polibi diu que Filip V de Macedònia el va creuar després de netejar-lo, el 218 aC) i després fou restaurat pels romans el 197 aC, quan estaven assetjant Leucàs. Sobre el canal es va fer un pont que existia en temps d'Estrabó).

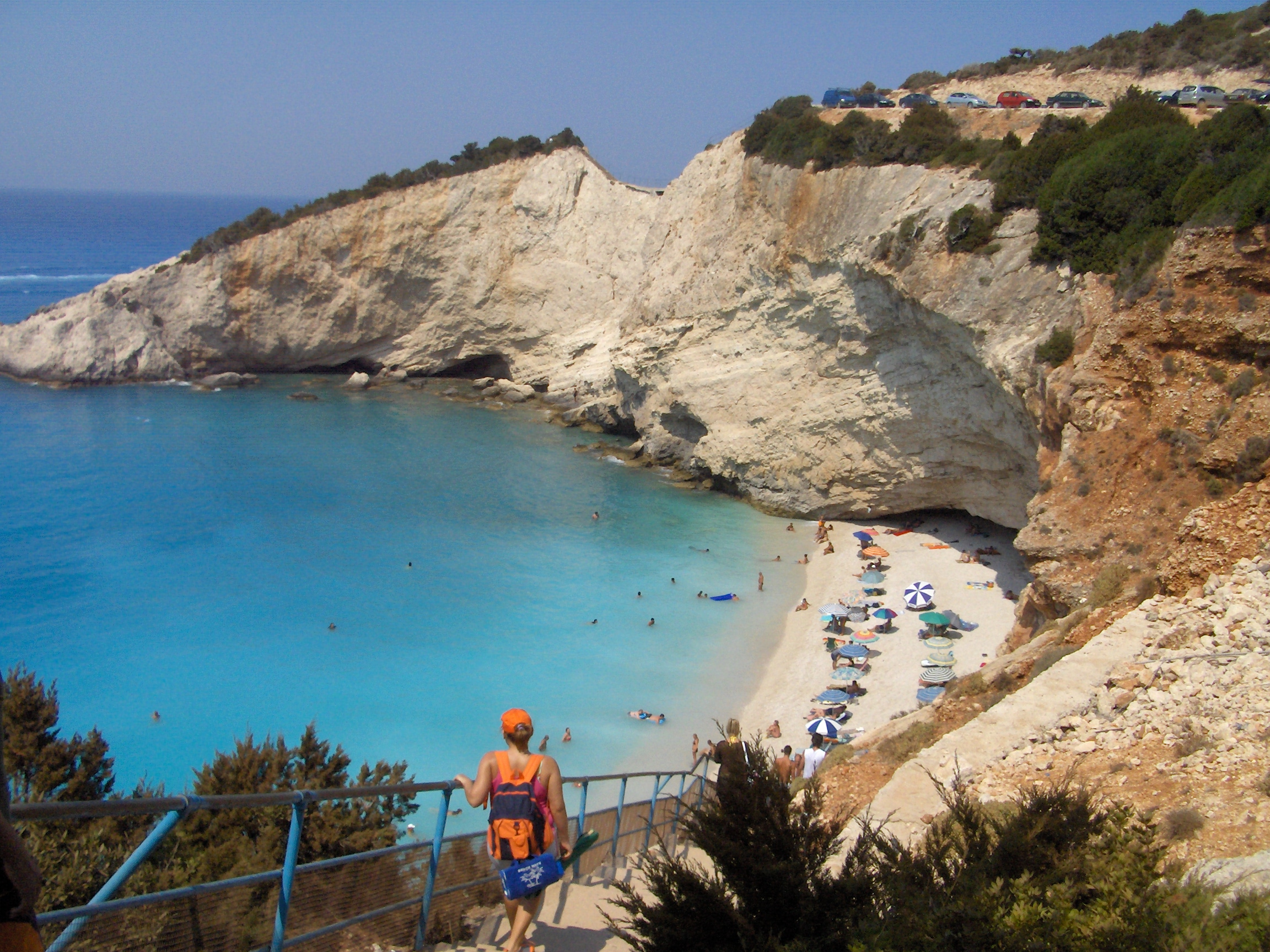
Platja de Porto Katsiki

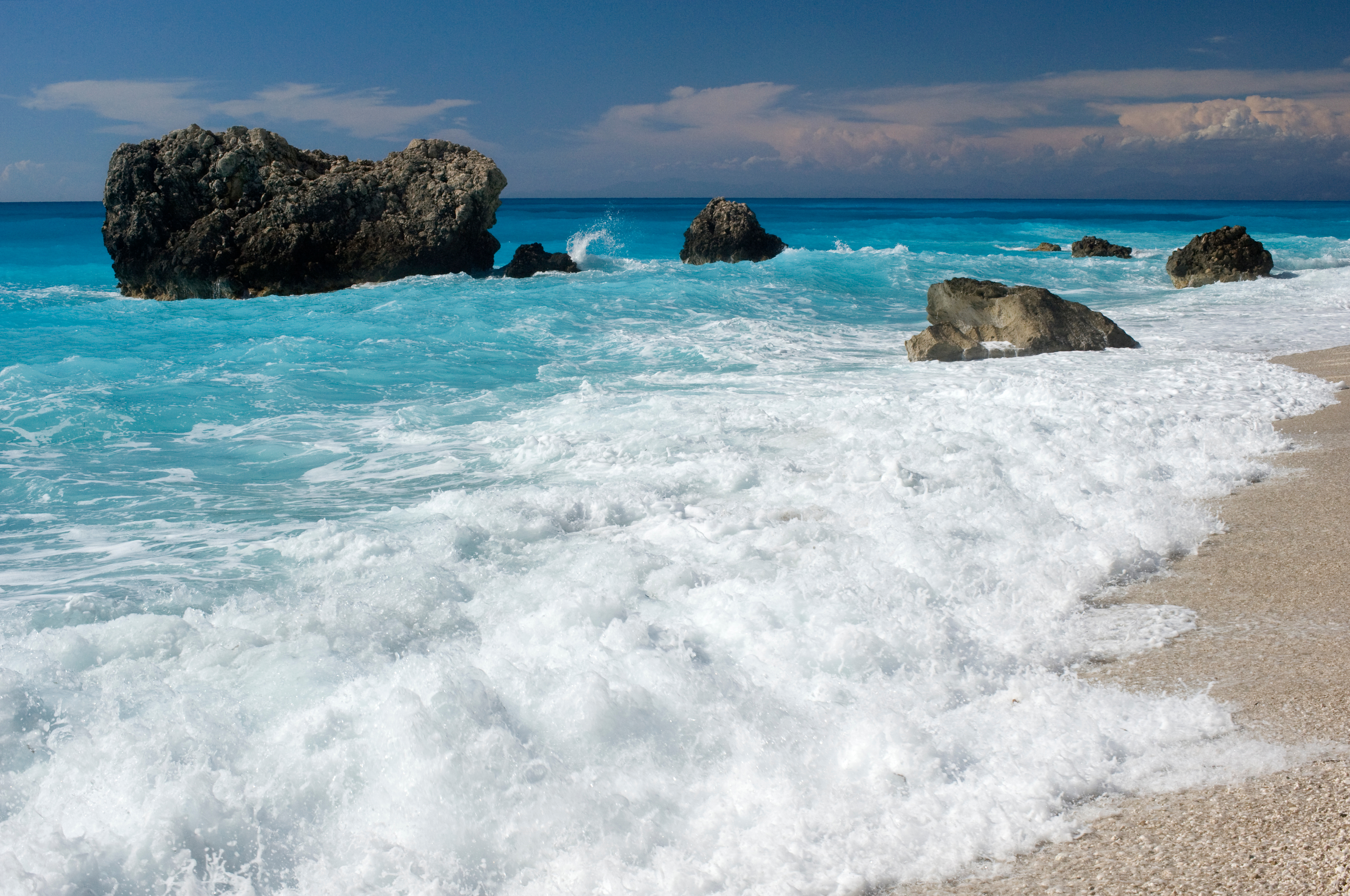
Platja Kalamitsi de Lèucada

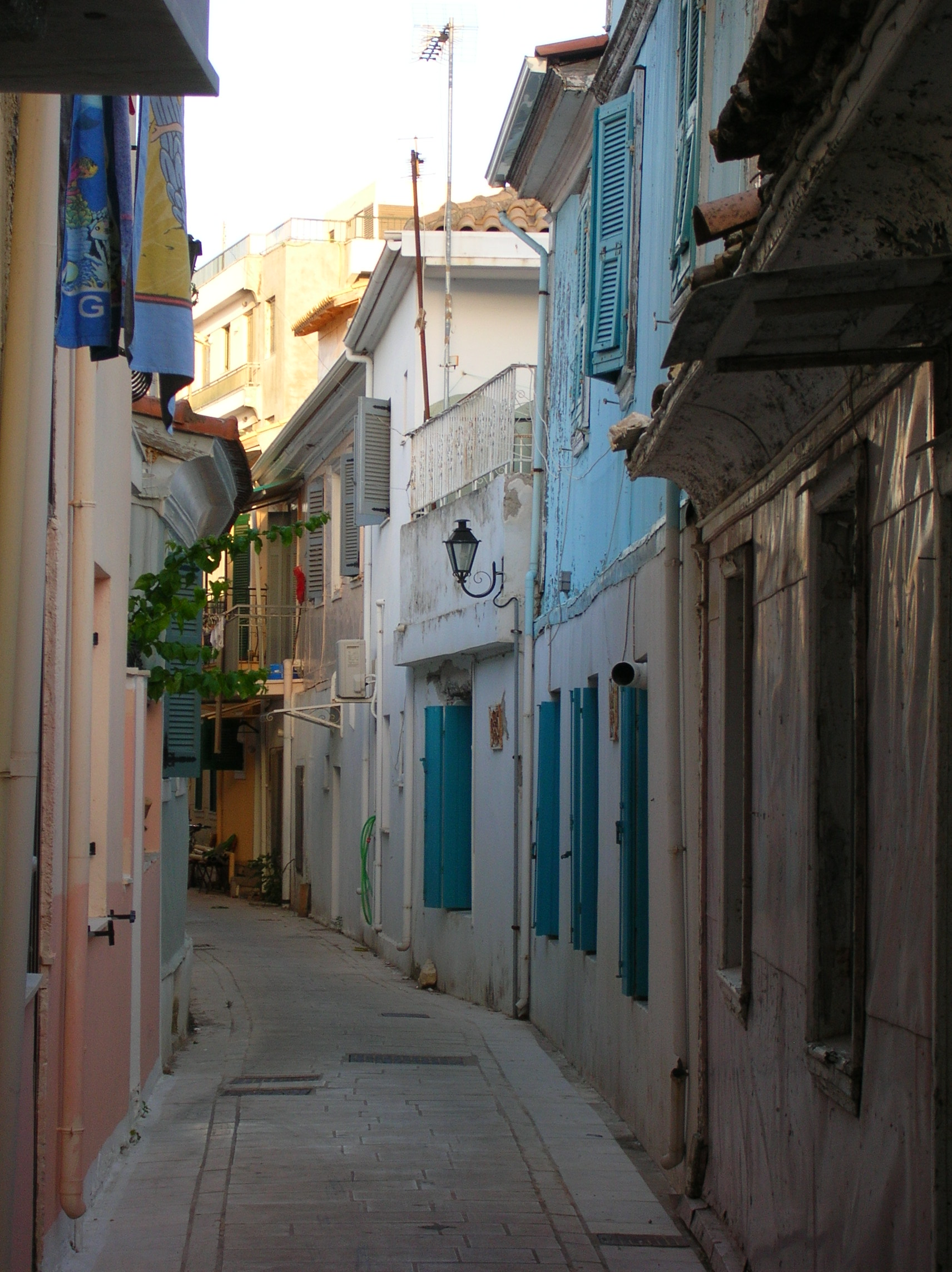
Carrer de la vila de Lèucada

Com a colònia coríntia va esdevenir un estat independent. En les guerres mèdiques, va ajudar Atenes i va enviar tres vaixells a la batalla de Salamina (480 aC) i 800 homes a la Batalla de Platea. En la Guerra del Peloponès, va estar al costat de Corint, la seva metròpoli, i, per tant, generalment al costat d'Esparta. El 343 aC, va esdevenir aliada d'Atenes contra Macedònia, i victoriós el rei Filip II de Macedònia, l'illa va passar al seu control. El 312 aC, la seva independència fou restaurada. Al segle següent, va passar a la confederació d'Acarnània i fou seu de les reunions de la confederació. El 230 aC, fou aliada de Macedònia contra Roma, però fou derrotada i, el 197 aC, va passar a domini romà en ser conquerida després d'un llarg setge. Altres ciutats de l'illa en aquest temps eren Fara (grec antic: Φαρά) i Hel·lomènion (grec antic: Ἑλλόμενιον).
Lèucada va ser inclosa a la província romana d'Acaia al segle i aC, i van començar construint la capital, Nicòpolis. Va romandre en mans dels romans (fou destruïda per un terratrèmol el 375) i després dels romans d'Orient, sota els quals va patir nombroses atacs dels pirates. Al segle vii, fou inclosa al tema de Cefalònia. Vers el 1083, fou ocupada pels normands de Sicília que la van abandonar el 1085. En el repartiment de l'Imperi el 1205 va correspondre al príncep d'Acaia i la senyoria en fou donada a Gaius, príncep de Tàrent, però fou ocupada pel dèspota de l'Epir el 1215. Epir la va dominar fins al 1294. En aquest any, Nicèfor Andrònic Àngel la va donar com a dot feudal a la seva filla (germana de l'hereu Tomàs I de l'Epir o Tomàs Àngel), quan es va casar amb Joan Orsini, filla del comte de Cefalònia Ricard I Orsini, l'any 1300. Aquest hi va construir una fortalesa (Hàgia Mavra o Santa Maura) i, el 1304, a la mort del seu pare, va esdevenir comte de Cefalònia i Zante i senyor de Santa Maura o Lèucada, incorporant de fet l'illa als dominis paterns. Va continuar en mans dels comtes de Cefalònia, primer els Orsini i després els Tocco, que temporalment foren dèspotes de l'Epir (Àngel-Comnè). Lleonard I Tocco, fill de Guillem II Tocco i de Margarita Orsini, i net de Ricard I Orsini per part femenina, va rebre la senyoria el 1352 (incloent-hi Vonitza) i, el 1358, a la mort del seu cosí Nicèfor II Àngel-Comnè Orsini, va heretar Cefalònia i Zante (va ser afavorit en la successió enfront del seu cosí Guido i els seus descendents) i va ser comte fins que va morir, el 1381. El 1357, va esclatar la revolta anomenada Voukentra, dels camperols de l'illa contra el domini eclesiàstic de la terra. El 1362, els napolitans van renunciar als drets feudals i el senyor de Lèucada va rebre el títol de duc de Santa Maura. Des del 1386, va estar sota protectorat de Venècia. El duc Carles Tocco (1381-1403) va establir a Lèucada (ciutat) la capital de les seves possessions, que des de vers el 1400 comprenien també algunes zones continentals. Carlo va engrandir la ciutat i la va fortificar per dos costats. El 1430, els otomans van annexionar la major part de l'Epir i el 1449 van expulsar els Tocco de la ciutat d'Arta a 50 km de Lèucada.
La dinastia Tocco, amb el duc Leonard, va esdevenir tributària de Turquia des del 1478 i els otomans van desembarcar a l'illa el 1479 i, de fet, va passar a ser possessió turca. El duc estava enllaçat amb el soldà pel matrimoni amb Milica Branković, una neboda de la respectada sogra de Mehmet II, Carica Mara, vídua de Murat II. Milica havia mort el 1464 i Leonardo es va casar en segones noces el 1477 amb Francesca Marzano, una princesa dels Aragó d'Itàlia, casa hostil als otomans. Leonardo va jurar submissió als otomans, però el 1479 una flota manada per Gedik Ahmed Pasha, bey d'Avlonya (Valona) va ocupar Zakynthos (illa de Zacint, Cefalònia i Levkas (Lèucada).

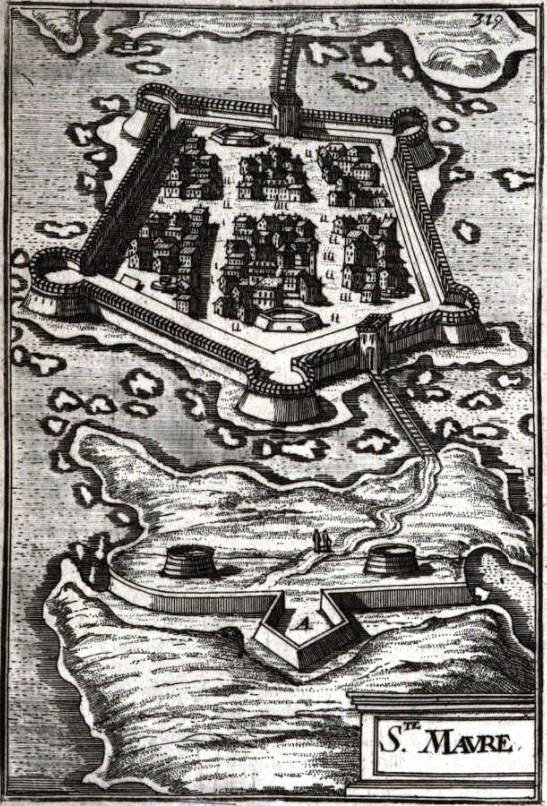
Santa Maura en temps de la dominació otomana; dibuix de Manesson Mallet, 1684

Les dues primeres van passar a Venècia el 1481 i la tercera va restar sota protectorat otomà. El 1485, els otomans van adquirir Cefalònia per tractat, però el 1500 va retornar a Venècia. Llavors, els otomans van annexionar formalment Lèucada el 1500. Leonardo i Francesca, odiats per la població grega subjecta a la seva explotació, van fugir a Itàlia, on van rebre possessions de mans del rei Ferran. Gedik Ahmed va deportar part de la població a Istanbul. L'agost del 1502, en la guerra entre Turquia i Venècia per les darreres possessions venecianes a la costa grega, Lèucada fou ocupada pel venecià Bernadetto Pesaro, que la va abandonar el 1503 en signar-se el tractat de pau que reconeixia a Venècia la possessió de Cefalònia. Formà part del sandjak de Karli-Ili des de mitjans del segle xvi fins a finals del segle xvii. Fou capital d'un dels dos kada en què estava dividit, anomenat Aya Mavra. Un registre de 1523-1536 dona una població per a la ciutat de Lèucada de 1.000 a 1.500 persones (194 llars, 25 solters i 20 vídues). El kada incloïa la ciutat de Vonitza o Vonitsa (amb 90 llars, 27 solters i 15 vídues) i 43 pobles a més de 5 monestirs amb una població total de 12.000 persones. Això acredita que el kada no sols comprenia l'illa sinó també una considerable extensió a Acarnània.

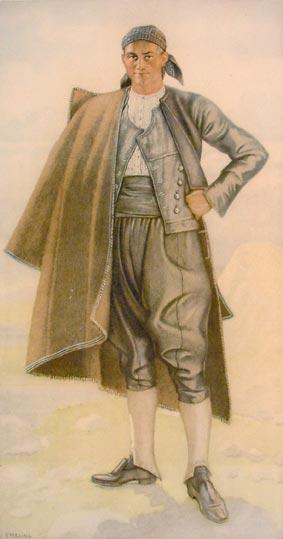
Vestimenta tradicional

L'altra kada del sandjak era Engili-kasti (Angelokastro), amb seu a la ciutat d'aquest nom, otomana des del 1460 i que era la seu del sandjakbegi (tenia 144 llars i el kada tenia en total 253 pobles amb 9.009 llars, 290 solters i 954 vídues, o sigui, unes 45 a 47.000 persones). A Lèucada, hi havia una guarnició amb 111 soldats i 9 artillers, mentre que a Angelokastro només hi havia 25 soldats, perquè estava a l'interior i menys exposada a un eventual atac. Altres 25 soldats i 2 artillers eren a Vonitsa, de posició més forta que Lèucada. No s'esmenta ni un sol musulmà civil en tot el sandjak de Karli-Ili. Només hi havia mesquites als tres castells. El 1564, un aqüeducte es va fer per abastir d'aigua bona Lèucada, acabat el 24 d'octubre d'aquell any.
El 1571, durant la crisi de Lepant, fou assetjada per la lliga catòlica, però va resistir. Els danys foren reparats. Al segle xvii, comença a haver-hi població musulmana i hi sorgeixen noves mesquites. A l'aglomeració urbana (varosh) de Lefkada (una part de la ciutat), hi vivien 700 famílietar fins al segle xix. En tota la ciutat, hi havia 1.250 cases, això donaria una població d'uns 6.000 habitants. La guarnició era de menys de 300 soldats.

Bandera de la República de les Set Illes Unides (1800-1807)

El 1683, va esclatar la guerra contra la lliga cristiana, i l'estiu del 1684, després d'un setge i 16 dies de bombardeig, fou conquerida pels venecians dirigits per Morosini. Els otomans de l'illa van poder sortir cap al continent. Morosini va fortificar la ciutat i feu destruir moltes cases dels dos barris al costat de la fortalesa. Els habitants van rebre ajut per a construir noves cases en altres llocs de l'illa. Només en va quedar l'antic barri d'Amaxiki, i les edificacions musulmanes foren destruïdes, excepte les fortificacions i l'aqüeducte. El tractat de Karlowitz va atribuir definitivament l'illa a Venècia. En els primers anys del segle xviii, els venecians van modernitzar el castell. En la campanya de Corfú dels otomans contra Venècia (1716), la moderna fortalesa no fou defensada i fou ocupada pels turcs, però restituïda un any més tard en ajustar-se la pau (1717). El 1769, els grecs es van revoltar però foren dominats i la fortalesa va haver de ser arranjada. El domini venecià va durar fins al 1797, quan el tractat de Campo Formio va eliminar la república i llavors va passar a França (10 de juliol del 1797). Però el 1798 fou ocupada per Rússia i, el 1800, integrada dins la República de les Set Illes. El 1807, Ali Pasha Tepedelenli de Janina, que s'havia apoderat dels territoris continentals de l'Acarnània, va atacar Lèucada i fou rebutjat; però va construir una poderosa fortalesa (Kastro tis Tekkes) en l'única via entre l'illa i el continent, en un promontori rocós. A 6 km més al sud, en un altre promontori que dominava l'entrada a la llacuna de Lèucada, va construir una altra fortalesa, el castell de Sant Jordi, que com el de Tekke, encara existeix. El 1807, van tornar a França i fou integrada a les províncies Il·liriques i, el 6 d'abril de 1810, fou ocupada pels britànics. El 1812, tenia 5.000 habitants, població que es va mantenir més o menys estable fins al 1960. Al final de la guerra, fou integrada dins la República de les Illes Jòniques el 5 de novembre de 1815, la sobirania de la qual fou transferida a Grècia l'1 de juny del 1864 (la part continental havia passat a Grècia el 1832). L'aqüeducte fou destruït el 1825 per un terratrèmol junt amb part de la ciutat.
Va romandre com a part de Grècia. L'1 de maig del 1943 fou ocupada pels italians i el 8 de setembre del 1943 pels alemanys. L'octubre del 1944 va quedar en mans dels aliats i fou retornada a Grècia.

### Governadors venecians
- Rocco Cornaro 1753 - 1755
- Giulio Bembo 1755 - 1757
- Pietro Gezo 1757 - 1759
- Jacopo Contarini 1759 - 1761

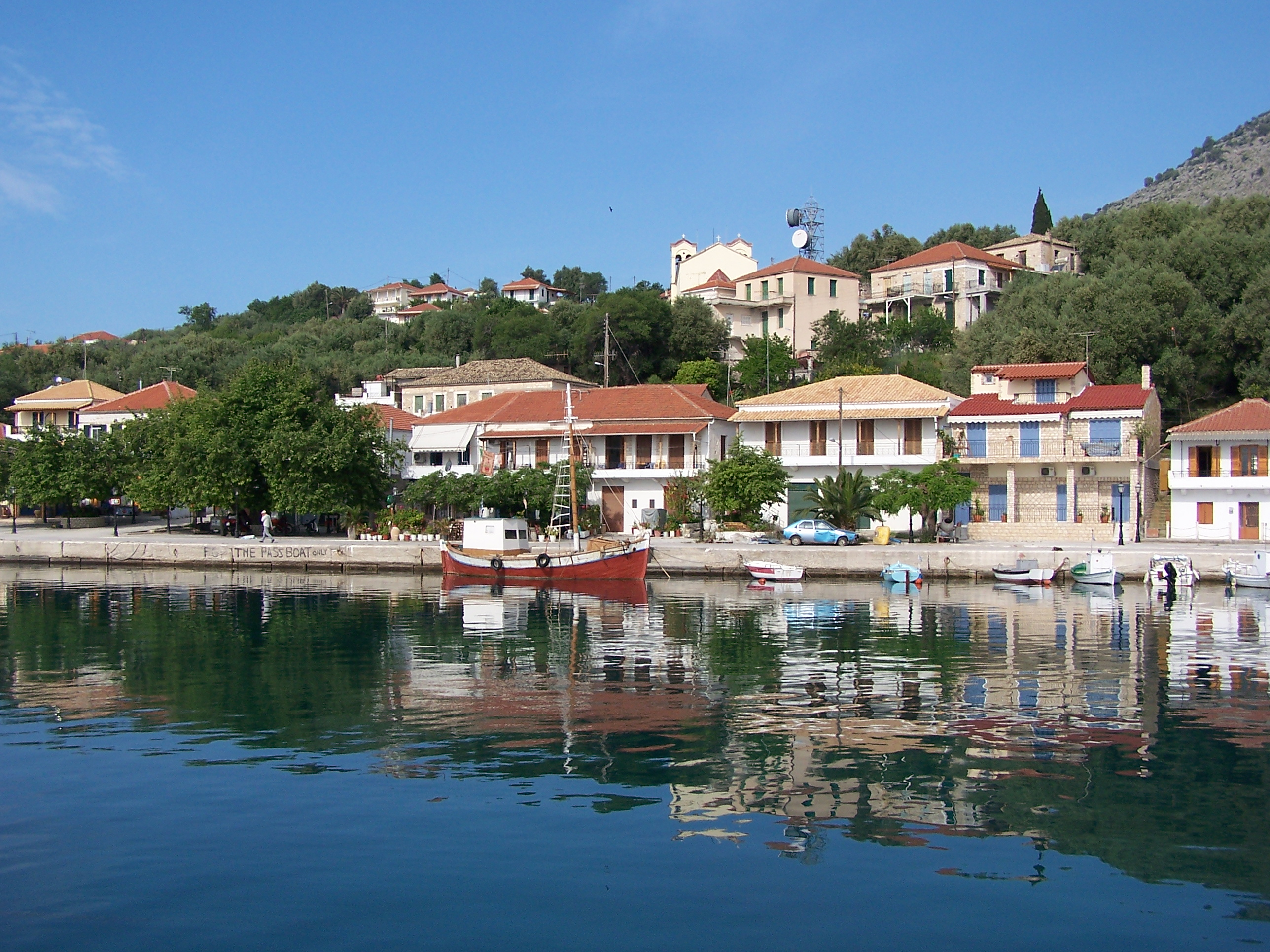
Kalamos

- Antonio-Vettore Dolfin 1761 - 1763
- Francesco Soranzo 1763 - 1765
- Daniele-Lodovico Balbi 1765 - 1767
- Antoino Riva 1767 - 1770
- Nicolò Balbi 1770 - 1772
- Gianfrancesco Sagredo 1772 - 1774
- Giovan-Girolamo Salamono 1774 - 1776
- Bernardo Di Mezzo 1776 - 1778
- Lorenzo Pizzamano I 1778 - 1780
- Lorenzo Pizzamano II 1780 - 1782
- Fortunato-Antonio-Maria Balbi 1782 - 1784
- Angelo Barbaro 1784 - 1786
- Luigi-Antonio Giorgio 1786 - 1788
- Francesco Morosini 1788 - 1790
- Giovanni Pasquligo 1790 - 1793
- Francesco Bonlini 1793 - 1795
- Giustiniano-Antonio Giorgio 1795 - 1797
- Luigi Bonlini 1797

## Economia
La principal font econòmica és el turisme. La costa situada a l'est té petits enclavaments turístics: Lygia, Nikiana i Perigiali, però la zona turística més important és Nidri, al nord.
Un altre sector econòmic destacat a Lèucada és l'agricultura, amb el conreu de les vinyes, l'oli d'oliva i les llentilles.